# Vini Lopez
Vincent 'Vini' 'Mad Dog' Lopez (Neptune Township, 22 januari 1949) is een Amerikaanse rockdrummer. Tussen 1968 en 1974 ondersteunde Lopez Bruce Springsteen in verschillende bands, waaronder Steel Mill en de E Street Band. Hij speelde ook op de eerste twee albums Greetings from Asbury Park, N.J. en The Wild, the Innocent en de E Street Shuffle van Springsteen. Zowel tijdens als na zijn tijd bij de E Street Band speelde Lopez drums met talloze Jersey Shore-bands. In april 2014 werd Lopez door Bruce Springsteen ingewijd in de Rock and Roll Hall of Fame als lid van de E Street Band en is nu ambassadeur van de Rock Hall.

## Biografie

### Vroege jaren
Lopez groeide op in Neptune Township, New Jersey, waar hij met zowel Garry Tallent als Southside Johnny de Neptune High School bezocht. Van 1956 tot 1962 speelde hij de sopraanbugel in een Drum and Bugle Corps. Als tiener leerde hij zichzelf de drums en begon hij te spelen met drummer/dj Buzzy Lubinsky in Asbury Park, New Jersey. Lubinsky's vader was Herman Lubinsky, eigenaar van Savoy Records in Newark (New Jersey). Lubinsky zou vervolgens optreden als mentor voor de jonge Lopez. Vanaf 1964 begon hij, aangemoedigd door Lubinsky, auditie te doen voor lokale bands. Na een mislukte auditie voor The Storytellers, een band met Bill Chinnock en Danny Federici, deed hij auditie voor The Blazers onder leiding van Sonny Kenn. Vervolgens werden ze Sonny & The Sounds en vervolgens Sonny & The Starfires. Na zijn afstuderen aan de middelbare school in 1967 bleef hij spelen met verschillende lokale bands. Deze omvatten de Downtown Tangiers Band met Federici, Chinnock en Garry Tallent en Moment of Truth met Tallent, Tom Worieo en Ricky DeSarno (gitaren). DeSarno en Lopez zouden vaste medewerkers worden nadat Lopez de E Street Band had verlaten. In 1970 werkte Lopez bij de Carvers-werf in Point Pleasant (New Jersey).

### The Upstage-jaren
In 1968 werd The Upstage Club geopend op 702 Cookman Avenue in Asbury Park, New Jersey. De club had vervolgens een centrale rol gespeeld in de geschiedenis van zowel Bruce Springsteen als de E Street Band en Southside Johnny & The Asbury Jukes. In februari 1969 kwamen Springsteen en Lopez samen met Danny Federici en Vinnie Roslin in The Upstage en vormden een nieuwe band. Vini kwam in contact met Carl 'Tinker' West en hij werd de manager en mentor van de band. Ze speelden aanvankelijk als Child, maar veranderden in november 1969 hun naam in Steel Mill om verwarring met een andere band te voorkomen. Springsteen en Lopez hadden elkaar al verschillende keren ontmoet. Op 22 april 1966 speelden ze allebei met hun respectievelijke bands The Castiles en Sonny & The Starfires in een 'battle of the bands'-competitie op de Matawan-Keyport Roller Drome in Matawan, New Jersey. Begin jaren 1970 zouden Lopez en Springsteen samen spelen in verschillende kortstondige bands uit The Upstage. Deze omvatten Bruce Springsteen & The Friendly Enemies, The Sundance Blues Band, Dr. Zoom & The Sonic Boom Band en The Bruce Springsteen Band. De meeste van deze bands bevatten een kernlidmaatschap van Danny Federici, David Sancious, Garry Tallent, Steve Van Zandt en Southside Johnny. De laatste band omvatte ook Delores Holmes en Barbara Dinkins. Dinkins werd vervangen door Francine Daniels.

### De E Street Band
In 1972, nadat Bruce Springsteen een platencontract had getekend bij Columbia Records, keerde hij terug naar The Upstage om een band te rekruteren om op te nemen en vervolgens te toeren ter ondersteuning van zijn debuutalbum Greetings from Asbury Park, NJ. Samen met Danny Federici, Garry Tallent, Clarence Clemons en David Sancious was Lopez een van de oprichters van wat uiteindelijk de E Street Band werd. Het was ook rond deze tijd dat Clive Davis Lopez voor het eerst zijn bijnaam Mad Dog gaf. In 1973 hadden ze het tweede album The Wild, the Innocent en the E Street Shuffle opgenomen met Springsteen. Andere opnamen uit dit tijdperk met Lopez zouden later worden uitgebracht op Tracks en 18 Tracks. Lopez zou de band in controversiële omstandigheden verlaten. In 2005 vertelde hij dat hij ruzie had gekregen met Steve Appel, de Road Manager van de band en broer van de toenmalige manager Mike Appel.

### Herenigingen met Springsteen
Dit was echter niet de laatste keer dat Lopez Springsteen in concert steunde. Op 8 september 1974 in The Stone Pony, na een optreden van de Blackberry Booze Band, trad Springsteen vergezeld door Lopez en Garry Tallent op voor Southside Johnny voor verschillende nummers, waaronder een vertolking van Twist and Shout. Kort daarna zou de Blackberry Booze Band, onder leiding van Southside en Steven Van Zandt, Southside Johnny & The Asbury Jukes worden. Op 18 januari 1989 was Lopez, samen met George Theiss, de leider van The Castiles, een vroege Springsteen-band, en Patti Scialfa, een van de gasten van Springsteen tijdens het vierde jaarlijkse Rock and Roll Hall of Fame-diner in het Waldorf-Astoria Hotel. De Springsteen-fanzine Backstreets meldde dat Springsteen Lopez op het podium had uitgenodigd tijdens de jamsessie en dat hij vervolgens Little Richard, Stevie Wonder, Mick Jagger en Keith Richards ondersteunde, evenals Springsteen zelf tijdens een uitvoering van Roy Orbisons Crying. Op 21 juli 2003, in het Giants Stadium, tijdens 'The Rising Tour', maakte Lopez ook een gastoptreden, spelend op Spirit in the Night. Een ander gastoptreden met de E Street-band was op 20 oktober 2009, waar hij Springsteen ondersteunde tijdens het Wachovia Spectrum in Philadelphia (Pennsylvania) tijdens Spirit in the Night. Op 19 september 2012 maakte Lopez een gastoptreden tijdens het eerste concert van Springsteen in het nieuwe MetLife Stadium, waar hij speelde in The E Street Shuffle. Op 10 april 2014 werd Lopez ingewijd als lid van de E Street Band in de Rock and Roll Hall of Fame en voerde ze drie nummers uit met de band tijdens de ceremonie. Lopez maakte een gastoptreden in 2016 tijdens een show op 'The River Tour 2016' in Philadelphia op 9 september 2016, waar hij optrad op It's Hard to Be a Saint in the City en Spirit in the Night

### The Lord Gunner Group
In de jaren 1970 speelde Lopez met The Lord Gunner Group, een van de populairste groepen zonder contract met Jersey Shore. De powerrockband stond onder leiding van Lance Larson (zang) en Ricky DeSarno (leadgitaar). In 1974 speelden Lopez, Larson en DeSarno samen met bassist John Luraschi samen in Cold Blast en Steel. Luraschi was een Upstage-veteraan en was een marginaal lid van Dr. Zoom. Samen met Southside Johnny & The Asbury Jukes werden Cold Blast en Steel een van de twee best presterende bands in New Jersey. In 1975 leidde Lopez echter zijn eigen band Maddog & The Shakes met Vinnie Roslin en DeSarno. The Shakes baseerden hun geluid op Motown en Memphis en werden omschreven als een van de grote ongetekende Asbury Park-bands uit het midden van de jaren 1970. In 1977 verhuisde Lopez kort naar Maine, waar hij herenigd werd met Bill Chinnock en speelde op het album Badlands van laatstgenoemde.
Ondertussen hadden Larsen en DeSarno aan de Jersey Shore, The Lord Gunner Group gevormd. Lopez was de tweede van drie opmerkelijke drummers die met de band speelde. Hij volgde Ernest Carter op, die eerder Lopez had vervangen in de E Street Band. Bij zijn vertrek werd Lopez vervangen door Tico Torres. De band speelde originele muziek en high-impact-rock tijdens hun liveshows. Ze werden de huisband van The Stone Pony en openden voor acts als David Johansen, Sly & The Family Stone en John Cafferty. Ze speelden later op grotere locaties in de hele oostkust en hun openingsacts waren The Smithereens, Jon Bon Jovi en The Wild Ones. Hoewel Lord Gunner nooit een eigen album heeft opgenomen, stonden ze wel op de compilatie The Sounds of Asbury Park. Lord Gunner had verschillende kansen om te worden gecontracteerd, maar een ander ongelukkig incident met Lopez en een manager maakte een einde aan een van de beste mogelijkheden. Na zelffinanciering en zelfpromotie van een showcase in een club voor verschillende A&R-vertegenwoordigers, ontdekten Larson en Lopez dat hun manager zonder hen te hebben geraadpleegd ook een openingsband had geboekt, met de bedoeling ze te laten tekenen. Een boze Lopez moest door de politie uit de club worden begeleid. Larson speelde een paar nummers en benaderde toen rustig de microfoon om alle A&R-vertegenwoordigers te vragen om uit de eerste paar rijen op te staan en de vrienden en fans van de band op hun plaats te laten zitten. Alle vertegenwoordigers verlieten toen de club en Lord Gunner verloor hun kans op een contract.

### Steel Mill Retro
Na het verlaten van The Lord Gunner Group ging Lopez spelen met verschillende Jersey Shore-bands onder leiding van Paul Whistler, voorheen van de Blackberry Booze Band. Deze omvatten The Wheels en The Asbury All-Stars. De laatste band bevatte ook Mike Scialfa, de broer van Patti Scialfa. Vervolgens speelde hij halverwege de jaren 1980 in zowel Opus I als The Acme Boogie Company met zanger-gitarist-bassist Sam Cooper. In 1987 herenigde hij zich met Vinnie Roslin in J.P. Gotrock. In 1989 speelde Lopez met Live Bait, een band onder leiding van singer-songwriter Laura Crisci. Naast originele Crisci-nummers had deze band twee vroege Springsteen-nummers in de setlijst opgenomen, Goin' Back To Georgia uit het Steel Mill-tijdperk, en Cowboys of the Sea, die was uitgevoerd door The Bruce Springsteen Band. Lopez deed de leadzang op beide nummers. In de jaren 1990 leidde Lopez zijn eigen barband Maddog & The Disco Rejects. Leden van de band waren Sam Cooper, John Luraschi, Ricky DeSarno en Bob Alfano, die keyboards hadden gespeeld met de twee vroege Springsteen-bands The Castiles en Earth. Deze band nam ook vroege Springsteen-nummers op in haar setlist.
In 2002 speelde Lopez met Cold Blast en Steel, waaronder ook John Luraschi en Ricky DeSarno. De setlists bevatten het originele nummer Whatever Happened to Asbury Park?, geschreven door Steve Clark, en het andere nummer The Judge van Steel Mill. In 2004 had deze band zich ontwikkeld tot Steel Mill Retro, geleid door Lopez, en ook met Ricky DeSarno. De band heeft originele Springsteen-nummers uit het Steel Mill-tijdperk uitgevoerd en opgenomen en is tevens mentor geweest voor opkomende artiesten als The Ries Brothers. In 2007 brachten ze het album The Dead Sea Chronicles uit met nummers uit het Steel Mill-tijdperk. In september 2008 speelde Steel Mill Retro op een Springsteen fancongres in Rotterdam, georganiseerd door de Nederlandse fanclub Roulette. Ze werden naar het congres vergezeld door Carl 'Tinker' West, de oorspronkelijke manager van Steel Mill. Ze hebben sindsdien de cd All Man the Guns for America uitgebracht. De bezetting omvat momenteel Lopez op drums, John Galella op gitaar, Ed Piersanti op bas, Steve Lusardi op B3 en Adam Glenn op toetsen.

### Privéleven
Lopez woont anno 2021 in Hamilton, New Jersey met zijn verloofde Dawn Bearce. Hij heeft een dochter Liz, die accountant is, van zijn overleden vrouw Laurel, die in 2004 stierf. Buiten zijn muziekcarrière werkte Lopez al meer dan 25 jaar als golfcaddy voor Mark McCormick. Ze speelden in The US Open in 2012 en The US Senior Open in 2017.

## Discografie
- Steel Mill Retro
  - 2005: The Dead Sea Chronicles
  - 2007: All Man the Guns for America
- Bruce Springsteen
  - 1973: Greetings from Asbury Park, N.J.
  - 1973: The Wild, the Innocent and the E Street Shuffle
  - 1998: Tracks
  - 1999: 18 Tracks
  - 2003: The Essential Bruce Springsteen
- Bill Chinnock
  - 1978: Badlands
- Andere selecties
  - 1980: Various artists: The Sounds Of Asbury Park (als lid van The Acme Boogie Company)

E Street Band: Bruce Springsteen · Roy Bittan · Nils Lofgren · Patti Scialfa · Garry Tallent · Steven Van Zandt · Max Weinberg
Jake Clemons · Charles Giordano · Soozie Tyrell
Voormalige leden: Ernest Carter · Clarence Clemons · Danny Federici · Vini Lopez · David Sancious
Voormalige tourmuzikanten:
Everett Bradley · Barry Danielian · Clark Gayton · Curtis King · Suki Lahav · Ed Manion · The Miami Horns · Cindy Mizelle · Michelle Moore · Tom Morello · Curt Ramm · Jay Weinberg
- Library of Congress Control Number: no2010030125
- MusicBrainz: 3e2b6ee0-6ec7-4622-b039-1cbed5f55288
- Nationale Bibliotheek van Tsjechië: xx0119356
- Système universitaire de documentation: 168101831
- Virtual International Authority File: 121821909
- WorldCat: E39PBJgXgwkJ93D9wC44CxyWXd